# Chlorostilbon stenurus
La esmeralda colifina, esmeralda cola de alambre  o esmeralda de cola de alambre (Chlorostilbon stenurus), es una especie de ave apodiforme de la familia Trochilidae —los colibríes— perteneciente al género Chlorostilbon. Es nativa del noroeste de América del Sur.

## Distribución y hábitat
Se distribuye a lo largo de los Andes del noroeste de Venezuela y noreste de Colombia hacia el este por la cordillera de la Costa del norte de Venezuela.
Esta especie es considerada común en la mayor parte de su zona, en sus hábitats naturales: los bosques húmedos, matorrales bajos y crecimientos secundarios, en altitudes entre 1000 y 3000 m. Se alimenta en los estratos bajos a medios.

## Descripción
Mide entre 8 y 9 cm de longitud y su peso ronda los 3,5 g. Su plumaje es verde metálico, con las plumas primarias y las de la cola de color verde muy oscuro, casi negro.

## Sistemática

### Descripción original
La especie C. stenurus fue descrita por primera vez por los ornitólogos alemanes Jean Cabanis y Ferdinand Heine Jr. en 1860 bajo el nombre científico Panychlora stenura; su localidad tipo es: «Mérida, Venezuela».

### Etimología
El nombre genérico masculino «Chlorostilbon» se compone de las palabras del griego «khlōros» que significa ‘verde’, y «stilbōn» que significa ‘brillante’, un epíteto del planeta Mercurio; y el nombre de la especie «stenurus», se compone de las palabras del latín «stēnos» que significa ‘estrecho, fino’, y «oura» que significa ‘de cola’.

### Taxonomía
Está estrechamente emparentada con Chlorostilbon poortmani y C. alice. Muy similar y aparentemente simpátrica con esta última. Aves de Colombia han sido separadas como una subespecie acuticaudus, pero considerada como dudosamente válida.

### Subespecies
Según las clasificaciones del Congreso Ornitológico Internacional (IOC) y Clements Checklist/eBird  se reconocen dos subespecies, con su correspondiente distribución geográfica:
- Chlorostilbon stenurus stenurus (Cabanis & Heine Jr.), 1860 – Andes del noroeste de Venezuela (Trujillo, Mérida, Táchira) y noreste de Colombia (Norte de Santander, posiblemente al sur hasta el oeste de Meta).
- Chlorostilbon stenurus ignotus Todd, 1942 – norte de Venezuela (cordillera de la Costa al este hasta Carabobo, al sur hasta las tierras altas del extremo oriental de Lara).